# Mavrovo i Rostuše
Mavrovo i Rostuše (in macedone Маврово и Ростуше?) è un comune della Macedonia del Nord. La sede municipale si trova a Rostuše.

## Geografia fisica
Il comune confina con Gostivar a nord, con Zajas ad est, Debar e Drugovo a sud e con l'Albania ad ovest.

## Società

### Evoluzione demografica
Secondo il censimento nazionale del 2002 questo municipio ha 8 618 abitanti. I principali gruppi etnici includono:
- macedoni = 4 349 (50,5%)

- turchi = 2 680 (31,1%)

- albanesi = 1 483 (17,2%)

- Altri = 106 (1,2%), di cui: rom 10, serbi 6, bosniaci 31, altri non specificati 59

## Località
Il comune è formato dall'insieme delle seguenti località:
- Mavrovi Anovi
- Žužnje
- Beličica
- Bibaj
- Bogdevo
- Cerovo
- Duf
- Grekaj
- Kičinica
- Krakornica
- Leunovo
- Mavrovo
- Ničpur
- Nikiforovo
- Nistrovo
- Nivište
- Novo Selo
- Orkjuše
- Ribnica
- Sence
- Sretkovo
- Tanuše
- Volkovija
- Vrben
- Žirovnica
- Adzievci
- Bituše
- Boletin
- Galičnik
- Janče
- Lazaropole
- Prisojnica
- Rosoki
- Rostuše (sede comunale)
- Selce
- Skudrinje (più popolato)
- Sušica
- Trebište
- Tresonče
- Velebrdo
- Viduše
- Vrbjani
- Gorna Gjonovica
- Dolna Gjonovica
- Simnica

## Fonti
Censimento macedone del 2002